# Коти (равнина)
Коти (яп. 高知平野 ко:ти-хэйя) — аллювиальная равнина в Японии, расположенная в центральной части префектуры Коти на острове Сикоку.
Равнина выходит на залив Тоса. На востоке она доходит до города Конан, на западе — до города Тоса, её протяжённость составляет около 40 км. На севере равнину ограничивают плато Сёрендзи (正蓮寺高原) и хребет Ирадзу (不入山脈). В узком смысле равниной Коти называют лишь её центральную часть, простирающуюся вдоль рек Кагами и Кокубу (国分川). Восточную часть равнины, сложенную отложениями реки Монобе, называют равниной Катё (香長平野), а западная часть, где протекает Ниёдо, состоит из равнин Такаока (高岡平野) и Хироока (弘岡平野).
Площадь равнины составляет около 140 км², на ней сосредоточена половина населения префектуры.